# Peter Arntz
Peter Arntz (* 5. únor 1953, Leuth) je bývalý nizozemský fotbalista, záložník.

## Fotbalová kariéra
V nizozemské lize hrál za Go Ahead Eagles a AZ Alkmaar, se kterým získal v roce 1981 mistrovský titul a třikrát vyhrál nizozemský pohár. V nizozemské lize nastoupil ve 411 utkáních a dal 35 gólů. V Poháru mistrů evropských zemí nastoupil ve 4 utkáních, v Poháru vítězů pohárů nastoupil v 6 utkáních a v Poháru UEFA nastoupil ve 14 utkáních a dal 2 góly. Za nizozemskou reprezentaci nastoupil v letech 1975-1981 v 5 utkáních. Byl členem nizozemské reprezentace na Mistrovství Evropy ve fotbale 1976, kde Nizozemí získalo bronzové medaile za 3. místo. Nastoupil v utkání o třetí místo proti Jugoslávii.

## Ligová bilance
| Ročník                    | Zápasy | Góly | Klub            |
| ------------------------- | ------ | ---- | --------------- |
| Eredivisie 1970/71        | 7      | 0    | Go Ahead Eagles |
| Eredivisie 1971/72        | 23     | 1    | Go Ahead Eagles |
| Eredivisie 1972/73        | 21     | 1    | Go Ahead Eagles |
| Eredivisie 1973/74        | 33     | 9    | Go Ahead Eagles |
| Eredivisie 1974/75        | 33     | 7    | Go Ahead Eagles |
| Eredivisie 1975/76        | 34     | 5    | Go Ahead Eagles |
| Eredivisie 1976/77        | 30     | 5    | AZ Alkmaar      |
| Eredivisie 1977/78        | 33     | 2    | AZ Alkmaar      |
| Eredivisie 1978/79        | 33     | 0    | AZ Alkmaar      |
| Eredivisie 1979/80        | 33     | 1    | AZ Alkmaar      |
| Eredivisie 1980/81        | 32     | 3    | AZ Alkmaar      |
| Eredivisie 1981/82        | 20     | 1    | AZ Alkmaar      |
| Eredivisie 1982/83        | 27     | 0    | AZ Alkmaar      |
| Eredivisie 1983/84        | 25     | 0    | AZ Alkmaar      |
| Eredivisie 1984/85        | 27     | 0    | AZ Alkmaar      |
| CELKEM 1. nizozemská liga | 411    | 35   |                 |